# Хлеб у античкој Грчкој
Хлеб у античкој Грчкој као и многе друге намирнице широм Европе стигао је из Египта. Пренели су га стари Грци који су поред технике мешења хлеба пренели и квасац из Египта, и рецепте за прављење и печење и производњу хлеб са две врсте киселог теста, једног – од проса и шире, а другог – од јечма и шире. 

## Историја
Храна у старој Грчкој као један од битних елемента одржања живота, заснивала се на на „медитеранској трилогији“: пшеница, маслиново уље и вино и режиму употребе, у том историјском раздобљу расположивих намирница, које су штедљиво употребљаване, због тешких услове који су владали у пољопривредној производњи Грчке
Грчки морнари и трговци су донели из Египта не само рецептуру за припрему хлеба већ и брашно и тако се временом производња хлеба из античке Грчке проширила и по Европи.
Познато је да су Грци уживали у разним облицима хлеба, а радо су му додавали уље и мед.
Пшеница се у Старој Грчкој гајила тек од 400. године п. н. е, мада су  хлебови од јечма (Hordeum vulgare) постојали и пре доласка пшенице; највероватније због тога што је јечам у почетку био популарнији. Пшеница је због великих потреба и мале производње увожена из Египта, са Сицилије или из других крајева да би се задовољила све већа потражња у грчкој као европској метрополи. Како Грци и у каснијем периоду нису постигли велики напредак у пољопривреди наметнула се  потреба за  отварања нових трговинских путева и увоз житарица, из других најближих земља.
Појавом Солона (грчки Σολων)  око 638. - 558. п. н. е.)  атинског песника, политара реформатора, законодавац и државник, и једног од Седам грчких мудраца, учинила је од Грчке пољопривредну демократију опредељену да обожава Деметру (повезану са прављење хлеба) у Елевци. 
У Грчкој су се молили за хлеб бо гињи Деметри, која је била богиња Земље, пољопривреде, плодности и жита. О њој постоји и легенда: 
Богиња Деметра имала је ћерку Персефону. Били су врло близу, али једног дана док се Персефона играла на ливади, Хад, који је био заљубљен у њу, отворио је тло и одвукао је са собом у подземље. Деметра је туговала, па се закључала у свом храму у Елевзи, шаљући неплодност на Земљу. То је проузроковало сиромаштво и хаос међу људима, а затим и боговима, па је Зевс, отац Персефоне, одлучио да интервенише. Склопио је споразум између Деметре и Хада, и одлучено је да ће Перзефона две трећине године провести са мајком, а трећину са Хадом. Тако Деметра, оплакујући зиму, даје Земљи неплодност док њена ћерка одлази у Хад, а када се врати, облачи природу у зеленило и цвеће.
Значај хлеба у грчкој култури примећује се по томе што су постојали жртвени ритуали звани псадиста, у којима су се боговима нудиле три основне намирнице: хлеб, уље и вино.
Писац из другог века Атенео де Наукратис у својим делима помиње готово 72 различита начина прављења хлеба, што указује на вештине до којих је дошла хеленска култура у мешењу хлеба.
Хвалећи хлеб Аристофан, Антифант и Платон спомињу пекара по имену Теанос, што указује на важан положај пекарске професије.
Грчки песник Аркуестратос од Гела помиње у својој књизи Хедипатеиа ражени хлеб направљен на Лезбосу са којима је, према легенди, сам Хермесје храњен.
Грци не само да су преузели начине припреме хлеба (рецептуру) већ и идеју Египћана да користе пећнице у облику купола које се отварају фронтално како би у њу унели комаде хлеба. У тим пећима Грци су припремали хлеб који су називали буздован, који се правио од јечма. Остали хлебови попут артоса могли су се служе само одређеним празницима. Већ у то доба буздован је био више повезан са храном понизних људи. Као опште правило, буздован је био хлеб који се правио и са другим састојцима (званих опсон, међу којима је најчешће коришћена риба).

## Дневни оброци хране
Стари Грци су јели три оброка дневно.
- Доручак (ακρατισμος — акратисмос), састојао се од јечменог слојевитог хлеба, који се јео са смоквама или маслинама и неке врсту колача или палачинки, направљених на плеху или у тигању,названих по томе  τηγανιτης  теганитес.[6]
- Ручак (αριστον — аристон) који се конзумирао у подне или на почетку поподнева, и углавном се састојао од јела из медитеранске кухиње, уз додатак вина.[7][8]
- Вечера (δειπνον — деипнон), била је најважнији оброк у дану, и конзумирао се у мрачном делу дана па је носила и назив (εσπερισμα — хесперисма)  храна која се претежно узима увече.[9]

Грци су јели седећи на поду; употреба столица била је резервисана за банкете (отуда и њено име). Колачи са хлебом могли су да се користе као тањир, али чешћи су биле у употреби посуде од теракоте или метала. Посуђе се временом оплемењивало и, на пример, током римског доба налазимо посуђе од драгоцених материјала (сребро, злато) или стакла.

## Припрема и врсте хлеба
Житарице су чиниле основу грчке исхране. Углавном дурум пшеница, спелта и јечам. Пшеница се користила као зрно за спремање пиреа или потапање у млело, или као брашно за производњу хлеба или колача. Јечам се често користи за израду буздована, грчког основног јела. 
Пољопривредници су кували хлебну пшеницу у рерни. Тесто од пшенице се користило за производњу кекса за уобичајену употребу, који су се израђивали у калупима и потом сушили. Житарице су често служене уз поврће (купус, спанаћ, лук, зелена салата, роткве, сочиво, пасуљ или леблебије).
Прерада житарица у брашно била је у Грчкој ручни рад, који су углавном обављали робови или жене, у на некој врсти округлог камења званог брусни точкићи.
Други грчки хлеб који се појављује у класичној литератури био је кеибанитос, кога је поменуо Аристофан:
- хлеб у у облику вргања или печурке (украшен црним семеном мака)
- хлеб квадратног облика;
- даратон, хлеб који се састојао од неферментисаног хлеба;
- алмогеаус, хлеб рустичном облика;
- паиос, веома чест;
- синкомиста  црни хлеб направљен од ражи;
- хондрит, направљен од пшеница и спелте;
- семидалите, направљен од белог пшеничног брашна.

Многи од ових хлебова су постали познати захваљујући грчком гурману Криспипосу из Тиана, који је написао расправу о хлебу. У једном од рецепата за хлеб он описује плакон као мешавину раженог брашна са сиром и медом и то се може сматрати првим рецептом за торту.
Остали познати Грчки хлебови били су: 
- мулои из Сиракузе, направљен од пшеничног брашна и семена сезама у облику женских гениталија, који је био жртвени дар Деметре и њене ћерке Персефоне током Тесмофоријског фестивала;
- кирибанес, који је имао облик грудију Афродите,
- емпетас, која је у облику ципеле и био  је испуњен  топљеним сиром (плакос).

Хлеб који су производили Грци понекад је обогаћен другим састојцима, попут орашастих плодова или меда, који су хлебу давали сладак укус. Из ове врсте припреме хлеба настала је посебна врста  модерне колаче. У швајцарском музеју сачуван је један од најстаријих хлебова који потичу из овог доба и познат је под називом Корцелски колач, настао отприлике око 2800. године пре нове ере.
- Неке од житарица које су користили пекари у античкој Грчкој
- Јечам
- Спелта
- Пшеница